# Время падения
«Время падения» (англ. Fall Time) — американский художественный фильм 1995 года, драма режиссёра Пола Уорнера. Фильм был номинирован на международном кинофестивале независимого кино Сандэнс в 1995 году в категории Лучший драматический фильм.
Главные роли в этом фильме исполнили Стивен Болдуин, Микки Рурк, Дэвид Аркетт, Джейсон Лондон, Джона Блекмэн и Шерил Ли. Премьера фильма состоялась в январе 1995 года в США на кинофестивале Сандэнс.

## Сюжет
Действие фильма происходит в США в 1957 году. Трое молодых парней: Джой, Дэвид и Тим — окончили школу. Друзья решают отпраздновать своё взросление, правда, несколько странно — инсценировав убийство. Розыгрыш состоял в том, что двое должны были выстрелить холостыми в третьего, затем кинуть его в багажник автомобиля и смыться с места «преступления» (все это на людном месте, рядом с банком), после чего включить радио и послушать о своем «преступлении».
Но оказывается, что в то же время планировалось реальное ограбление банка, которому парни помешали. Один из друзей был похож на настоящего грабителя,  в которого по ошибке и пришлись холостые выстрелы, его же потом кинули в багажник. И вот теперь два бандита в бегах начинают разбираться с неудачливыми  шутникам. И если один грабитель сам оказался в багажнике, то второму удаётся взять в заложники третьего паренька. Бывшие школьники терпят всяческие издевательства. В итоге третий друг вынужден грабить банк вместо грабителя, а выбравшийся из багажника бандюга, в свою очередь, берёт в заложники тех, кто его похитил. Палачи и жертвы периодически меняются местами. Изобретательно построенный сюжет держит зрителя в напряжении на протяжении всего фильма.

## В ролях
- Стивен Болдуин — Леон
- Микки Рурк — Флоренс
- Шерил Ли — Пэтти / Кэрол
- Джона Блекмэн — Джой
- Дэвид Аркетт — Дэвид
- Джейсон Лондон — Тим
- Джей Майкл Хантер — Большой Джон
- Сэмми Кершоу — офицер Донни
- Ричард Олсен — офицер Дюан
- Стив Элден — офицер Лил

## Другие названия
- Fall Time — Blutiger Herbst
- Fall time — leikki joka muuttui painajaiseksi
- Tiempo para morir
- Mississípi Selvagem
- Bünbeesés ideje